# Seleção Barbadiana de Rugby Union
A Seleção Barbadiana de Rugby Union é a equipe que representa Barbados em competições internacionais de Rugby Union.

## Ligações Externas
- http://rugbydata.com/barbados